# 秋田中央警察署

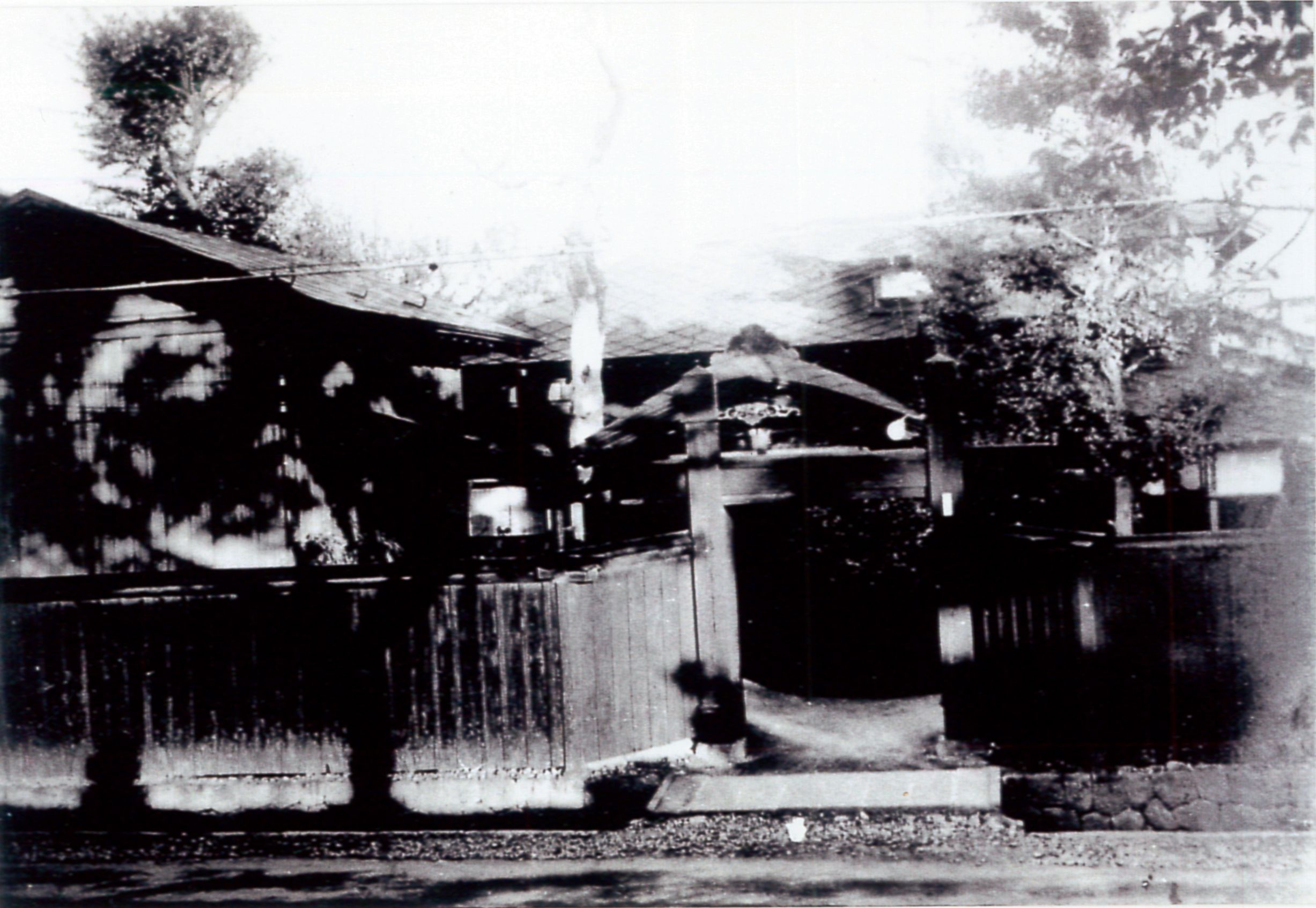
旧秋田市土手長町の二木謙三（旧樋口）の生家に秋田中央警察署が建っている

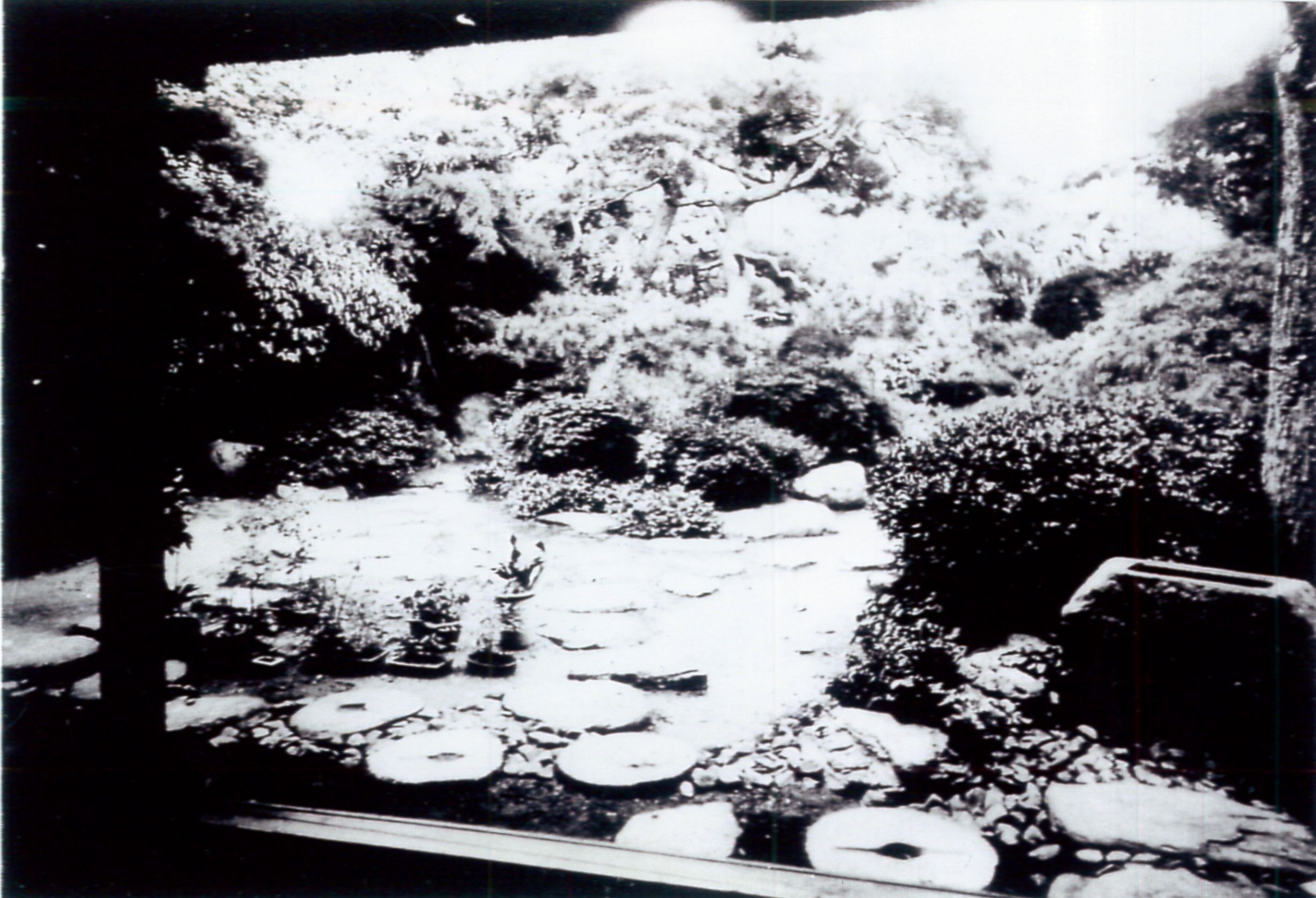
同上、樋口家の庭

秋田中央警察署（あきたちゅうおうけいさつしょ）は、秋田県警察が管轄する警察署の一つである。

## 所在地
- 秋田市千秋明徳町1番9号

## 管轄区域
- 秋田市（中央地域・西部地域・南部地域の一部・東部地域の一部）

## 内部組織
- 署長
- 副署長
- 刑事官
- 会計課
  - 会計係
  - 遺失物係
- 警務課
  - 広報広聴係
  - 警務係
  - 被害者支援係
  - 厚生係
- 留置管理課
  - 留置管理係
- 生活安全課
  - 生活安全係
  - 女性安全対策係
  - 少年係
  - 生活環境係
- 地域課
  - 総務係
  - 地域係
  - 機動警ら係
  - 警備実施係
- 刑事第一課
  - 庶務係
  - 強行犯係
  - 窃盗犯係
  - 取調係
  - 手口係
  - 鑑識係
- 刑事第二課
  - 知能犯係
  - 組織犯罪対策係
- 交通課
  - 庶務係
  - 交通企画係
  - 交通安全教育係
  - 交通規制係
  - 交通指導係
  - 交通捜査係
- 警備課
  - 警備係

## 沿革
- 1875年（明治8年）：秋田警察署第一出張所として発足する。
- 1876年（明治9年）：秋田警察署秋田出張所に改称する。
- 1877年（明治10年）：秋田警察署に改称する。
- 1893年（明治26年）11月3日：秋田市大町三丁目6番地に新築、移転。開所式を挙行[2]。
- 1948年（昭和23年）：警察制度改革により、国家地方警察河辺地区警察署、南秋地区警察署、自治体警察秋田警察署、土崎警察署に分割される。
- 1954年（昭和29年）：警察法改正により、秋田県秋田警察署となる。
- 2005年（平成17年）
  - 2月1日：管轄地域を分割し、秋田東警察署新設に伴い、秋田県秋田中央警察署に改称（旧河辺町・旧雄和町を除く奥羽本線より西部が当署の管轄下となった。旧河辺町・旧雄和町全域は秋田東署管轄）
  - 4月1日：浜田駐在所、豊岩駐在所、下浜駐在所が新屋交番に統合。各交番に交番相談員を配置。
- 2007年（平成19年）
  - 5月9日：県警機動隊と東北管区警察局秋田県情報通信部合同で、秋田中央警察署旧庁舎を使って災害救出訓練を実施[3]。
  - 9月4日：新庁舎落成。
- 2021年（令和3年）12月23日：幸町交番が秋田市高陽幸町から、同市泉北に新築、移転し、泉交番に改称[4]。新交番にて開所式を挙行[4]。翌24日午後1時から業務を開始[4]。
- 2022年（令和4年）4月1日：秋田東警察署から、泉字五庵山、泉字三獄根、泉一ノ坪、泉釜ノ町、泉馬場、泉東町、泉三獄根の管轄を移管[5]。

## 交番
- 泉交番 - 秋田市泉北3丁目5番9号
- 山王交番 - 秋田市山王中島町10番23号
- 大町交番 - 秋田市大町5丁目3番37号
- 秋田駅前交番 - 秋田市中通7丁目1番2号
- 楢山交番 - 秋田市楢山南中町1番14号
- 茨島交番 - 秋田市茨島1丁目1番3号
- 勝平交番 - 秋田市新屋船場町6番44号
- 牛島交番 - 秋田市牛島東6丁目1番31号
- 新屋交番 - 秋田市新屋扇町12番40号
- 仁井田交番 - 秋田市仁井田本町5丁目3番8号